# Piper talbotii
Piper talbotii är en pepparväxtart som beskrevs av C. Dc., C. Dc.. Piper talbotii ingår i släktet Piper och familjen pepparväxter. Inga underarter finns listade i Catalogue of Life.